# Klaus Blischke
Klaus Blischke (* 11. November 1947 in Billerbeck; † 13. Februar 2025) war ein deutscher Sportwissenschaftler und Hochschullehrer.

## Leben
Blischke ging im westfälischen Coesfeld zur Schule. Nach dem Abitur 1967 ging er nach Berlin und absolvierte ein Lehramtsstudium in den Fächern Leibeserziehung und evangelische Theologie. Sein erstes Staatsexamen legte er 1974, das zweite 1977 ab. Blischke war kurzfristig im Schuldienst tätig, trat aber bereits Ende 1977 eine Stelle als wissenschaftlicher Mitarbeiter an der Freien Universität Berlin an. 1986 schloss er dort seine Doktorarbeit (Titel: „Zur Bedeutung bildhafter und verbaler Information für die Ausbildung einer Bewegungsvorstellung: unter besonderer Berücksichtigung von Plazierungseffekten und Lernalter“) ab.
Ab 1987 war Blischke unter Professor Reinhard Daugs als Akademischer Oberrat am Sportwissenschaftlichen Institut der Universität des Saarlandes im Bereich Bewegungs- und Trainingswissenschaft tätig. Nach Habilitation und späterer Ernennung zum außerplanmäßigen Professor für Sportwissenschaft war er bis zum Eintritt in den Ruhestand Ende 2012 Lehrstuhlinhaber. Anschließend war er als „assoziierter Mitarbeiter“ im Arbeitsbereich Trainingswissenschaft der Universität des Saarlandes tätig. Zwischen 2007 und 2009 hatte er das Amt des Sprechers der Sektion Sportmotorik der Deutschen Vereinigung für Sportwissenschaft inne.
Blischke trug gemeinsam mit Jörn Munzert zum 2003 erschienenen „Handbuch Bewegungswissenschaft - Bewegungslehre“ den Aufsatz „Antizipation und Automatisation“ bei. Er befasste sich des Weiteren in seiner Forschung unter anderem mit den Themen Kraft und Krafttraining bei Kindern und Jugendlichen, Sport und Schlaf, Videoeinsatz im Spitzensport, Bewegungsautomatisierung, sportmotorisches Lernen und Techniktraining, Blickverhalten und Medienvisualisation im Sport sowie Fortbewegung im höheren Lebensalter.
Laut Nachruf der Deutschen Vereinigung für Sportwissenschaft war Blischke ein international „gefragter und anerkannter Wissenschaftler“. Er wurde auf dem Berliner Domfriedhof I an der Liesenstraße beigesetzt.